# Comuna Cuciurul Mare, Storojineț
Cuciurul Mare (în ucraineană Великий Кучурів, transliterat: Velîkîi Kuciuriv) este o comună în raionul Storojineț, regiunea Cernăuți, Ucraina, formată din satele Cuciurul Mare (reședința) și Hodilău.

## Demografie
Componența lingvistică a comunei Cuciurul Mare
     Ucraineană (98,56%)
     Alte limbi (1,39%)
Conform recensământului din 2001, majoritatea populației comunei Cuciurul Mare era vorbitoare de ucraineană (98,56%), existând în minoritate și vorbitori de alte limbi.